# Alosterna tabacicolor azerbaijanica
Alosterna tabacicolor azerbaijanica es una subespecie de escarabajo longicornio del género Alosterna, tribu Lepturini, subfamilia Lepturinae. Fue descrita científicamente por Danilevsky en 2014.
La especie se mantiene activa durante los meses de mayo y junio.

## Descripción
Mide 6,7-7,1 milímetros de longitud.

## Distribución
Se distribuye por Azerbaiyán.